# Mountain View (Hawái)
Mountain View es un lugar designado por el censo ubicado en el condado de Hawái en el estado estadounidense de Hawái. En el año 2000 tenía una población de 2.799 habitantes y una densidad poblacional de 19.1 personas por km².

## Geografía
Mountain View se encuentra ubicado en las coordenadas 19°32′23″N 155°8′29″O / 19.53972, -155.14139. Según la Oficina del Censo, la localidad tiene un área total de 146,7 km² (56,6 mi²), de la cual 146,7 km² (56,6 mi²) es tierra y 0 km² (0 mi²) (0%) es agua.

## Demografía
Según la Oficina del Censo en 2000 los ingresos medios por hogar en la localidad eran de $26.860, y los ingresos medios por familia eran $33.750. Los hombres tenían unos ingresos medios de $24.250 frente a los $22.135 para las mujeres. La renta per cápita para la localidad era de $13.229. Alrededor del 23.6% de las familias y del 30.3% de la población estaban por debajo del umbral de pobreza.